# Селевко Герман Костянтинович
Селевко Герман Костянтинович (*15 лютого 1932 р., м. Ярославль  — † 11 грудня 2008, Ярославль) — радянський і російський педагог-новатор, кандидат педагогічних наук (1964), професор (1989), дійсний член Міжнародної Академії наук педагогічної освіти.

## Навчання
Після закінчення школи Г.Селевко вступив до Ярославльського хіміко-механічного технікуму. Потім почав працювати на заводі, звідки був призваний до лав Радянської Армії і направлений в військове льотне училище.
У 1954 р, звільнившись з лав Радянської армії, вступив до Ярославського державного педагогічного інституту ім. К. Д. Ушинського. Під час навчання працював вчителем вечірньої школи. Вуз він закінчив за спеціальністю «Учитель фізики та основ виробництва».
З 1959 року почав працювати інспектором міського відділу народної освіти, де очолив процес переходу середніх шкіл на 11-річне навчання.
У 1962 році вступив до аспірантури НДІ вечірніх шкіл АПН РРФСР, яку достроково закінчив і в 1964 р. здобув ступінь кандидата педагогічних наук.

## Наукова діяльність
Після цього Г. Селевко приходить на викладацьку роботу, працюючи одночасно в школі і в Ярославському державному педагогічному інституті ім. К. Д. Ушинського. Тут він проходить шлях від викладача до декана факультету.
У 1967 році йому присвоєно вчене звання доцента.
У 1985 році Г.Селевко був запрошений для створення кафедри педагогіки в Ярославському обласному інституті підвищення кваліфікації.
У 1989 р за успішну науково-педагогічну діяльність йому було присвоєно вчене звання професора. Будучи прихильником прогресивних педагогічних новацій, він є ініціатором створення в 1990 р. факультету соціальної педагогіки в Ярославському ІПК.

### Ініціатор педагогіки співробітництва і технології саморозвитку
В період горбачовської перебудови Г.Селевко виступає за введення в школі засад гуманізму і демократизму. Він пише ряд статей з педагогіки співробітництва, узагальнює досвід вчителів області («Удосконалення методичної підготовки студентів», «Педагогіка співробітництва: методичні рекомендації», «Нове педагогічне мислення» тощо), де пропонує впровадження гуманно-особистісно-орієнтованого підходу до учнів, а також інноваційну освітню технологію саморозвитку та самовдосконалення особистості учнів, основою якої є парадигма саморозвитку.
Особливе значення при цьому мали використання і розробка на технологічному рівні ідей академіка Олексія Олексійовича Ухтомського про виховання домінанти самовдосконалення особистості дитини. Після публікацій в центральній пресі до цієї технології приєдналися сотні навчальних закладів всієї Росії. Технологія саморозвитку та самовдосконалення особистості учнів стала систематизуючою базою побудови виховних систем в освітніх установах.
В рамках технологічного підходу Г. Селевко розробив оригінальні концепції:
- самовиховання школярів,
- змісту роботи класного керівника,
- гуманно-особистісно-орієнтованого підходу до учнів,
- Концептуал соціального педагога,
- концепція роботи з важкими дітьми,
- інноваційна освітня технологія — технологія саморозвитку та самовдосконалення особистості учнів, основою якої є парадигма саморозвитку.

Форпостом практичного освоєння технології стала її експериментальна база, що включає більше 150 експериментальних майданчиків в Російській Федерації та ближньому зарубіжжі (Казахстані, Білорусі, Словаччини).

### «Енциклопедія освітніх технологій»
Головною справою життя Германа Костянтиновича стала «Енциклопедія освітніх технологій», що вийшла в двох томах в 2006 році у видавництві «Народное образование». А перед цим в 1998 році вийшла робота «Сучасні освітні технології», рекомендована Міністерством загальної та професійної освіти Російської федерації як навчальний посібник для студентів педагогічних інститутів, слухачів інститутів підвищення кваліфікації. У 2005 році друге видання отримало премію губернатора Ярославської області.
Методологічною основою книги стала концепція освітньої технології, запропонована автором, згідно з якою технологія представляє сукупність трьох основних взаємопов'язаних компонентів: наукового, формально-описового і процесуально-дієвого.

## Нагороди
- «Відмінник народної освіти» (1974)
- Медаль ім. К.Д. Ушинського (1989)
- Медаль до ордену «За заслуги перед Вітчизною» другого ступеня (2000)[2].

## Перелік публікацій
- Селевко Г. К. Современные образовательные технологии. — М.: Народное образование, 1998.
- Селевко Г. К. Технологии педагогических советов. — М.: Народное образование, 1998.
- Селевко Г. К., Тихомирова Н. К. Педагогика сотрудничества и перестройка школы. — Ярославль, 1990.
- Селевко Г. К. Тестовый аспектный анализ урока. — М., 1996.
- Селевко Г. К. Авторские программы, педагогические технологии, инновационные школы. — Ярославль, 1997.
- Селевко Г. К., Бройде Б. А., Артамонова Р. Б. Дифференциация обучения. УВК вариативного образования. — Ярославль, 1995.
- Селевко Г. К., Басов А. В. Новое педагогическое мышление: педагогический поиск и экспериментирование. — Ярославль, 1991.